# Моррис, Монте
Монте Роберт Моррис (англ. Monté Robert Morris; род. 27 июня 1995, Гранд-Рапидс, Мичиган) — американский профессиональный баскетболист клуба «Финикс Санз». 

## Ранние годы
Моррис родился в Гранд-Рапидсе, штат Мичиган, его мать — Латония Моррис. Его мать прозвала его «Человек-Человек», когда он родился. Он вырос во Флинте, штат Мичиган, посещая среднюю школу Флинт Бичер. Моррис дружил с будущим игроком НБА, а позже и товарищем по команде Кайлом Кузмой, поскольку оба учились в начальной школе Дейли. Он был стартовым игроком «Бичер Букканирс» на протяжении четырёх лет. Моррис был трёхкратным обладателем награды Associated Press «Игрок года класса C в Мичигане» и трёхкратным участником сборной игроков штата. Он лидировал в «Букканирс» по количеству очков, результативных передач и перехватов во всех четырёх сезонах. Он привёл команду к двум подряд титулам чемпиона штата Мичиган в классе C в 2012 и 2013 годах. Будучи одним из лучших разыгрывающих защитников страны, Моррис выиграл награду «{нп1|Мистер баскетбол Мичиган||en|Michigan Mr. Basketball}}» в 2013 году.
Он занял 96-е место в окончательном национальном рейтинге от Rivals.com и 89-е место в рейтинге Scout.com. Моррис получил приглашения от «[[Батлер Бульдогс (баскетбол)|Батлера]», «Иллинойса», «Индианы», «Аризона Стэйт», Цинциннати, «Джорджия Тек», «УСК» и «Айова Стэйт». В последний он в конечном итоге и перешёл.

## Карьера в колледже

### Первый сезон
Моррис начал сезон на скамейке запасных, но пробился в стартовый состав 1 февраля 2014 года в матче против «Оклахома Сунерс». Моррис в среднем набирал 6,8 очков, 3,7 передач и 2,6 подборов и сделал 134 передачи, третий результат среди всех первокурсников в истории школы. Он реализовал 84,7% (61–72) штрафных бросков, второй лучший результат среди первокурсников «Айовы», и был единственным первокурсником конференции Big 12, который забил не менее 25 трёхочковых (28–69), имея реализацию более 40 процентов. Он набрал двузначные числа в 13 играх, включая все три игры в турнире NCAA. Моррис набрал рекордные в сезоне 15 очков в победной игре против «Северная Каролина Сентрал Иглз» на турнире NCAA, а затем набрал 13 очков в матче против «Северная Каролина Тар Хилз». Он отдал пять или более результативных передач в 12 играх и возглавил список редис новичков конференции Big 12 с 46 перехватами, пятый по величине показатель среди новичков «Айовы». Его 1,3 перехвата за игру заняли седьмое место в Big 12. Он отыграл 52 минуты без потерь в победной игре против «Оклахома Стэйт» и набрал 10 очков и пять результативных передач, включая победный трёхочковый за 43 секунды до конца третьего овертайма. Он побил рекорд NCAA и возглавил по соотношением передач к потерям 4,79, включая соотношение передач к потерям 6,9 в конференции Big 12.

### Второй сезон

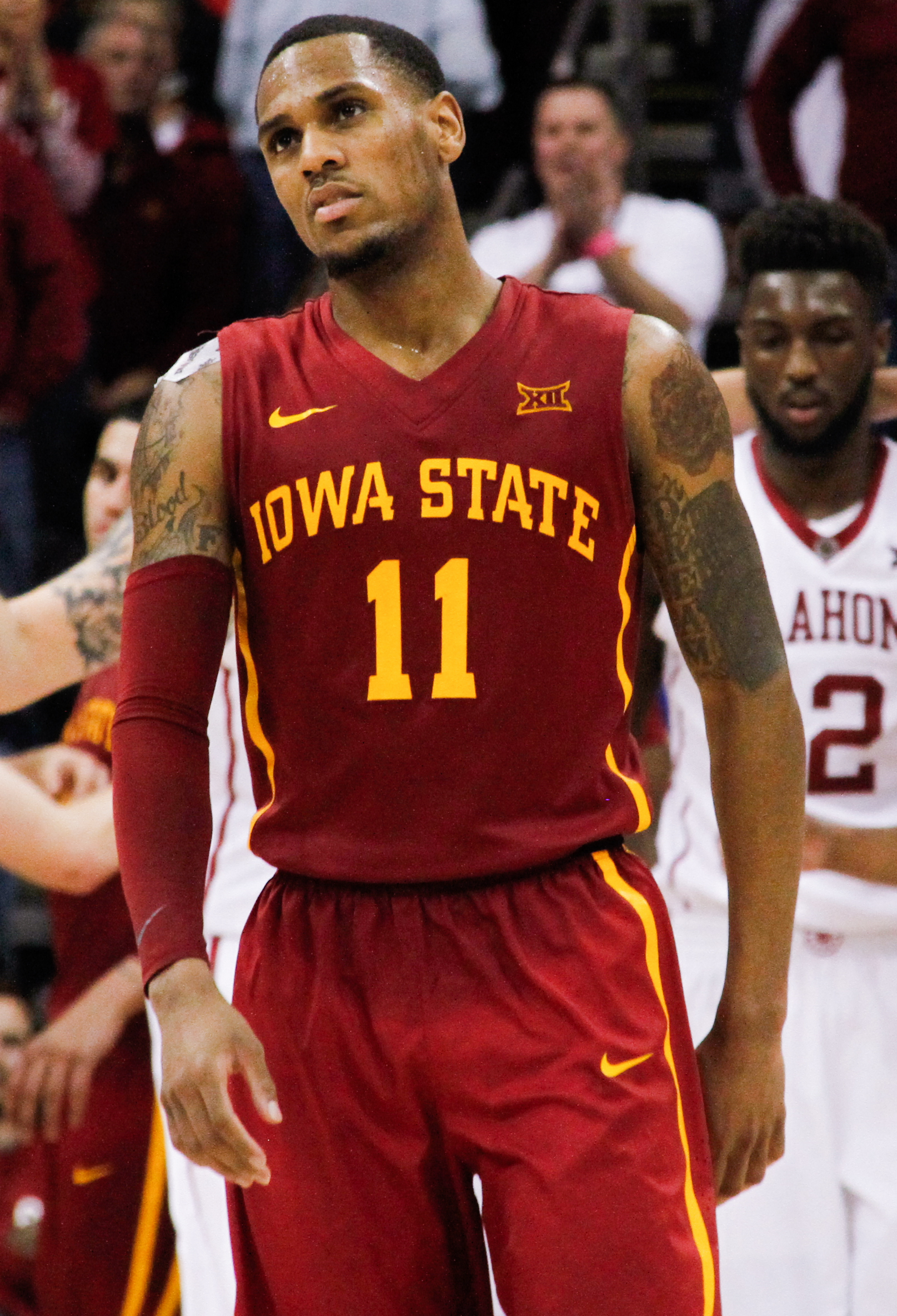
Моррис в 2016 году

Моррис начал все 34 игры и набирал в среднем 11,9 очков, занимая второе место в команде. Он также показал лучший результат в Big 12 — 5,2 результативных передач и 3,4 подбора, за что был включён во вторую сборную конференции Big 12. Он был вторым по количеству результативных передач среди всех второкурсников и 11-м среди всех игроков в истории школы. Моррис был вторым в Big 12 по проценту попаданий с игры, реализовав 50,7 %, совершил 64 перехвата, что является вторым результатом среди второкурсников и делит девятое место среди всех игроков за один сезон в истории школы. Его 110 перехватов за последние два сезона были наибольшим результатом среди всех игроков Big 12. Его первая игра с 20 очками в карьере состоялась против Техас Тех. Он сделал свой первый дабл-дабл с 11 очками и 10 передачами в игре против «Канзаса». Он набрал рекордные в карьере 24 очка и совершил решающий 17-футовый бросок в победном матче против Техаса в четвертьфинале турнира Big 12. Он набирал в среднем 15,3 очка и помог команде выиграть турнир Big 12 второй сезон подряд, не совершив ни одной потери в трёх играх. Он лидировал в стране второй сезон подряд с соотношением передач к потерям 4,63 и закончил сезон со 176 передачами и всего 38 потерями.

### Третий сезон
1 февраля 2016 года он был назван одним из 10 финалистов Приза Боба Коузи. 11 февраля он был включён в список из 35 человек, претендующих на получение Приза Нейсмита в середине сезона.

### Четвёртый сезон

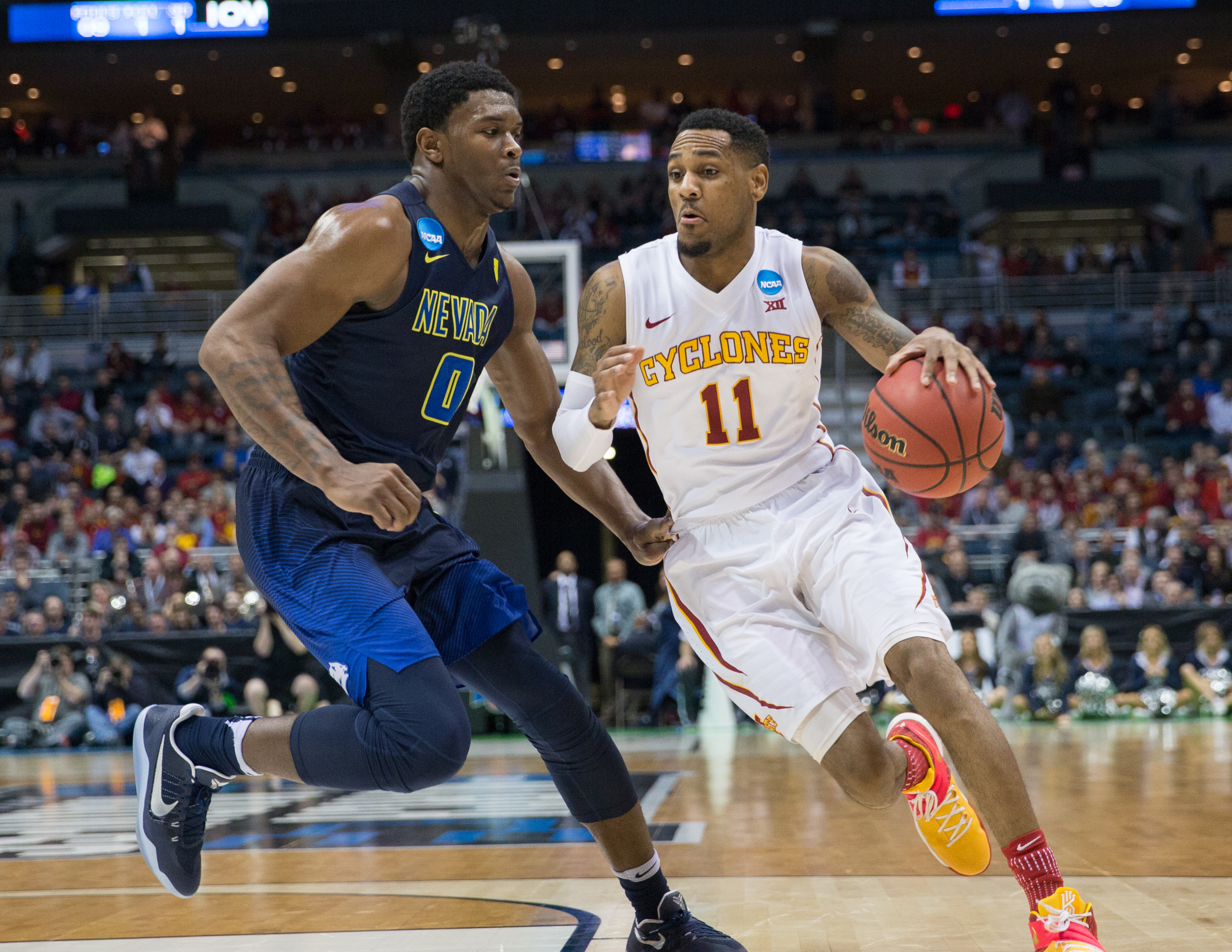
Моррис в матче против «Невады» на турнире NCAA

Моррис получил предсезонное признание 2 ноября 2016 года, когда Associated Press включило его в предсезонную сборную . В конце своего последнего сезона Моррис побил рекорд NCAA по соотношению передач к потерям с 4,79, установленный на первом курсе, до показателя 5,21. В 2017 году Моррис привёл «Айову» к 5-му месту в турнире NCAA.

## Профессиональная карьера

### Денвер Наггетс (2017—2022)
Моррис был выбран во втором раунде под 51-м выбором в общем зачете командой «Денвер Наггетс» на драфте НБА 2017 года. После Летней лиги он подписал двусторонний контракт с «Наггетс». По условиям сделки он должен был делить игровую практику между «Денвером» и командой Джи-Лиги, которая была бы лучше всего предназначена для него. Что касается Морриса, то 23 октября 2017 года он был направлен в команду «Рио-Гранде Вэллей Вайперс». 12 декабря 2017 года Моррис дебютировал в НБА в игре против «Детройт Пистонс». Он записал на свой счет результативную передачу за три минуты игры. В трёх играх с «Наггетс» он набирал в среднем 3,3 очка за игру. Моррис в среднем набирал 18,0 очков, 4,5 подбора и 6,6 результативных передач за игру в «Рио-Гранде».
29 декабря 2020 года Моррис набрал рекордные в карьере 24 очка в проигрышном матче против «Сакраменто Кингз» (115:125).
16 февраля 2022 года Моррис набрал 13 очков, включая победный трёхочковый бросок на исходе матча, в победной игре против «Голден Стэйт Уорриорз» (117:116).

### Вашингтон Уизардс (2022—2023)
6 июля 2022 года Моррис был обменён вместе с Уиллом Бартоном в «Вашингтон Уизардс» в обмен на Кентавиуса Колдуэлл-Поупа и Иша Смита. Моррис дебютировал в составе «Уизардс» 19 октября, набрав 7 очков, 6 подборов, 6 передач и 2 перехвата в победном матче против «Индиана Пэйсерс» (114:107).

### Детройт Пистонс (2023—2024)
6 июля 2023 года Моррис был обменён в «Детройт Пистонс» в обмен на будущий выбор во втором раунде. Из-за длительного восстановления после травмы четырехглавой мышцы перед началом сезона 2023/2024 Моррис сыграл всего в 6 матчах за «Пистонс», прежде чем был обменён в крайнем сроке обменов в НБА.

### Миннесота Тимбервулвз (2024)
8 февраля 2024 года Моррис был продан в «Миннесота Тимбервулвз» в обмен на Троя Брауна-младшего, Шейка Милтона и выбор во втором раунде драфта 2030 года.

### Финикс Санз (2024—настоящее время)
5 июля 2024 года Моррис подписал контракт с «Финикс Санз».

## Карьера за сборную
20 марта 2021 года Моррис взял на себя обязательство играть за сборную Нигерии в качестве натурализованного игрока.

## Статистика

### Статистика в НБА
| Сезон                                                                                    | Команда   | Регулярный сезон | Регулярный сезон | Регулярный сезон | Регулярный сезон | Регулярный сезон | Регулярный сезон | Регулярный сезон | Регулярный сезон | Регулярный сезон | Регулярный сезон | Регулярный сезон | Серия плей-офф | Серия плей-офф | Серия плей-офф | Серия плей-офф | Серия плей-офф | Серия плей-офф | Серия плей-офф | Серия плей-офф | Серия плей-офф | Серия плей-офф | Серия плей-офф |
| Сезон                                                                                    | Команда   | GP               | GS               | MPG              | FG%              | 3P%              | FT%              | RPG              | APG              | SPG              | BPG              | PPG              | GP             | GS             | MPG            | FG%            | 3P%            | FT%            | RPG            | APG            | SPG            | BPG            | PPG            |
| ---------------------------------------------------------------------------------------- | --------- | ---------------- | ---------------- | ---------------- | ---------------- | ---------------- | ---------------- | ---------------- | ---------------- | ---------------- | ---------------- | ---------------- | -------------- | -------------- | -------------- | -------------- | -------------- | -------------- | -------------- | -------------- | -------------- | -------------- | -------------- |
| 2017/18                                                                                  | Денвер    | 3                | 0                | 8,4              | 66,7             | 0,0              | 100,0            | 0,7              | 2,3              | 1,0              | 0,0              | 3,3              | Не участвовал  | Не участвовал  | Не участвовал  | Не участвовал  | Не участвовал  | Не участвовал  | Не участвовал  | Не участвовал  | Не участвовал  | Не участвовал  | Не участвовал  |
| 2018/19                                                                                  | Денвер    | 82               | 6                | 24,0             | 49,3             | 41,4             | 80,2             | 2,4              | 3,6              | 0,9              | 0,0              | 10,4             | 14             | 0              | 16,0           | 38,4           | 0,0            | 69,2           | 1,4            | 2,6            | 0,4            | 0,1            | 5,4            |
| 2019/20                                                                                  | Денвер    | 73               | 12               | 22,4             | 45,9             | 37,8             | 84,3             | 1,9              | 3,5              | 0,8              | 0,2              | 9,0              | 19             | 4              | 21,4           | 49,6           | 30,0           | 82,4           | 1,5            | 2,7            | 0,6            | 0,1            | 9,1            |
| 2020/21                                                                                  | Денвер    | 47               | 13               | 25,5             | 48,1             | 38,1             | 79,5             | 2,0              | 3,2              | 0,7              | 0,3              | 10,2             | 10             | 1              | 28,6           | 43,1           | 40,0           | 72,4           | 2,4            | 5,5            | 1,0            | 0,2            | 13,7           |
| 2021/22                                                                                  | Денвер    | 75               | 74               | 29,9             | 48,4             | 39,6             | 86,9             | 3,0              | 4,4              | 0,7              | 0,2              | 12,6             | 5              | 5              | 31,1           | 49,0           | 42,3           | 75,0           | 2,2            | 5,4            | 1,2            | 0,0            | 14,0           |
| 2022/23                                                                                  | Вашингтон | 62               | 61               | 27,4             | 48,0             | 38,2             | 83,1             | 3,4              | 5,3              | 0,7              | 0,2              | 10,3             | Не участвовал  | Не участвовал  | Не участвовал  | Не участвовал  | Не участвовал  | Не участвовал  | Не участвовал  | Не участвовал  | Не участвовал  | Не участвовал  | Не участвовал  |
| 2023/24                                                                                  | Детройт   | 6                | 0                | 11,4             | 36,4             | 18,2             | 50,0             | 2,0              | 1,3              | 0,2              | 0,2              | 4,5              | Не участвовал  | Не участвовал  | Не участвовал  | Не участвовал  | Не участвовал  | Не участвовал  | Не участвовал  | Не участвовал  | Не участвовал  | Не участвовал  | Не участвовал  |
| 2023/24                                                                                  | Миннесота | 27               | 0                | 15,1             | 41,7             | 42,4             | 70,6             | 1,7              | 2,3              | 0,7              | 0,3              | 5,1              | 9              | 0              | 7,4            | 30,0           | 7,1            | 100,0          | 0,7            | 1,0            | 0,2            | 0,1            | 2,3            |
| 2024/25                                                                                  | Финикс    | 45               | 0                | 12,7             | 42,6             | 36,0             | 85,7             | 1,5              | 1,6              | 0,4              | 0,1              | 5,2              | Не участвовал  | Не участвовал  | Не участвовал  | Не участвовал  | Не участвовал  | Не участвовал  | Не участвовал  | Не участвовал  | Не участвовал  | Не участвовал  | Не участвовал  |
|                                                                                          | Всего     | 420              | 166              | 23,4             | 47,4             | 38,9             | 82,7             | 2,4              | 3,6              | 0,7              | 0,2              | 9,5              | Не участвовал  | Не участвовал  | Не участвовал  | Не участвовал  | Не участвовал  | Не участвовал  | Не участвовал  | Не участвовал  | Не участвовал  | Не участвовал  | Не участвовал  |
| Наведите курсор мыши на аббревиатуры в заголовке таблицы, чтобы прочесть их расшифровку. |           |                  |                  |                  |                  |                  |                  |                  |                  |                  |                  |                  |                |                |                |                |                |                |                |                |                |                |                |

### Статистика в NCAA
| Сезон | Команда     | Conf   | Class | GP  | GS  | MPG  | FG%  | 3P%  | FT%  | RPG | APG | SPG | BPG | PPG  |
| --- | ----------- | ------ | ----- | --- | --- | ---- | ---- | ---- | ---- | --- | --- | --- | --- | ---- |
| 2013/14 | Айова Стэйт | Big 12 | FR    | 36  | 17  | 28,1 | 43,0 | 40,6 | 84,7 | 2,6 | 3,7 | 1,3 | 0,2 | 6,8  |
| 2014/15 | Айова Стэйт | Big 12 | SO    | 34  | 34  | 33,9 | 50,7 | 39,5 | 75,3 | 3,4 | 5,2 | 1,9 | 0,4 | 11,9 |
| 2015/16 | Айова Стэйт | Big 12 | JR    | 35  | 35  | 38,0 | 48,7 | 35,8 | 72,9 | 3,9 | 6,9 | 1,8 | 0,3 | 13,8 |
| 2016/17 | Айова Стэйт | Big 12 | SR    | 35  | 35  | 35,3 | 46,5 | 37,8 | 80,2 | 4,8 | 6,2 | 1,5 | 0,3 | 16,4 |
| Всего | Всего       | Всего  | Всего | 140 | 121 | 33,8 | 47,6 | 38,1 | 78,0 | 3,7 | 5,5 | 1,6 | 0,3 | 12,2 |
| Наведите курсор мыши на аббревиатуры в заголовке таблицы, чтобы прочесть их расшифровку Статистика приведена с сайта sports-reference.com |             |        |       |     |     |      |      |      |      |     |     |     |     |      |